# Lucens
Lucens (antiguamente en alemán Lobsingen o Losingen) es una comuna suiza del cantón de Vaud, situada en el distrito de Broye-Vully. Limita al norte con la comuna de Forel-sur-Lucens, Cremin y Villeneuve (FR), al noreste con Valbroye, al sureste con Curtilles, al sur con Moudon y Bussy-sur-Moudon, al suroeste con Montanaire, y al oeste con Villars-le-Comte.
La comuna hizo parte hasta el 31 de diciembre de 2007 del distrito de Moudon, círculo de Lucens. Desde el 1 de julio incluye el territorio de la antigua comuna de Oulens-sur-Lucens

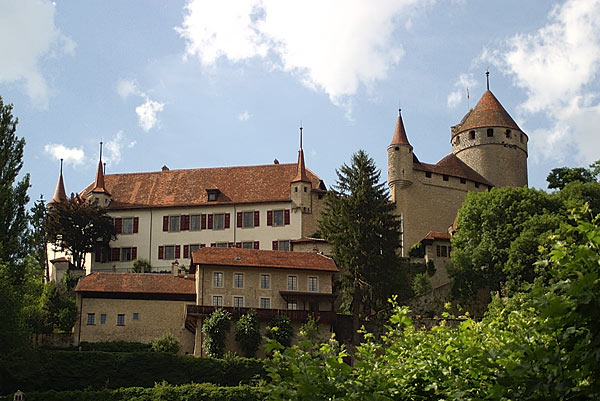
Castillo de Lucens.